# ザ・ロックス (ニューサウスウェールズ州)

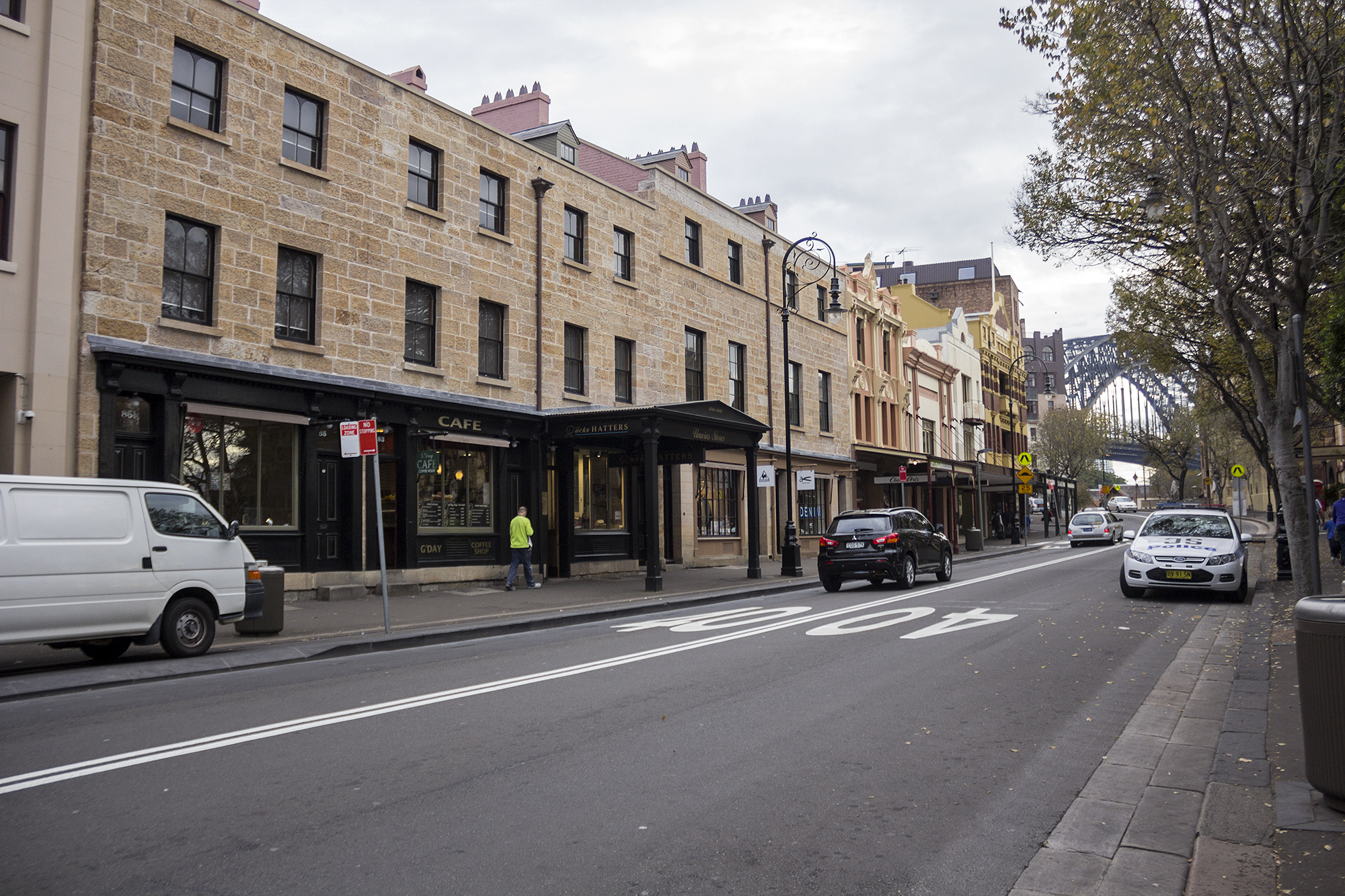
ザ・ロックスの街並み

ザ・ロックス (The Rocks) はシティ・オブ・シドニーの北西部の港湾に隣接した地区である。

## 概要
ヴィクトリア時代の古い街並みが残り、観光客向けの商業施設が集まっている。地区の西側にハーバーブリッジ、東側にはサーキュラー・キーが隣接している。
ザ・ロックスの歴史は古く、シドニー流刑地に入植が始まった1788年直後に木造の建物が建ち始めた。当初の住人はイギリスから送られた受刑者、港湾労働者、アボリジニなどで、売春宿や賭博場があり、シドニーのスラムと認識されていた。後に地元で産出する砂岩（サンドストーン）が建築資材として使われるようになり、これが地名の由来となった。
1920年代にはハーバーブリッジ建設のため、多くの建物が解体・撤去された。第二次世界大戦後は街の荒廃が顕著となったため、州政府が再開発計画を策定した。これは老朽化した建物を取り壊し、高層の公共住宅に建て替えるというものだった。しかし、住民の強い反対運動があり、計画は中止となった。
1970年代以降、ザ・ロックスの歴史的街並みが再評価され、多くの建物が文化財として登録された。ザ・ロックスは開発が制限されているため、シドニーCBDから外れている。

## ギャラリー

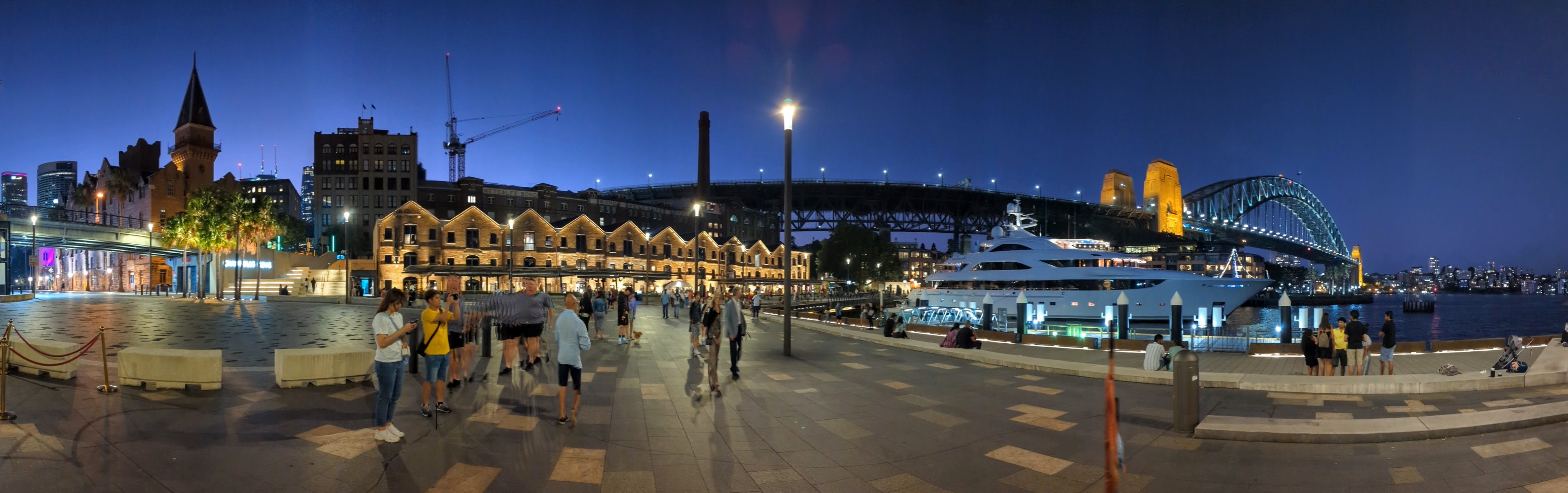
キャンベルズ コーブのクリスマスの夜のパノラマ ビュー
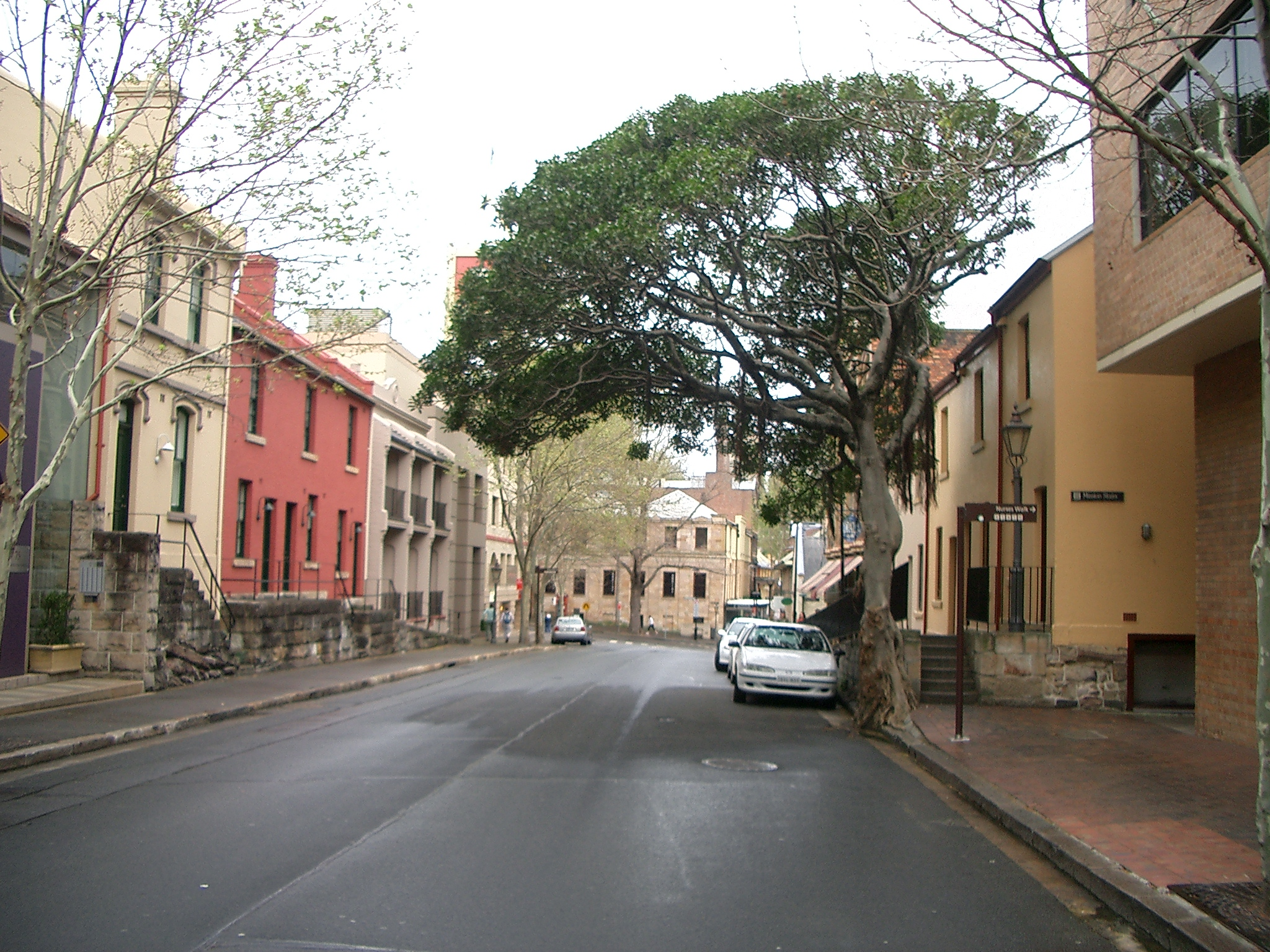
ハリントンストリート
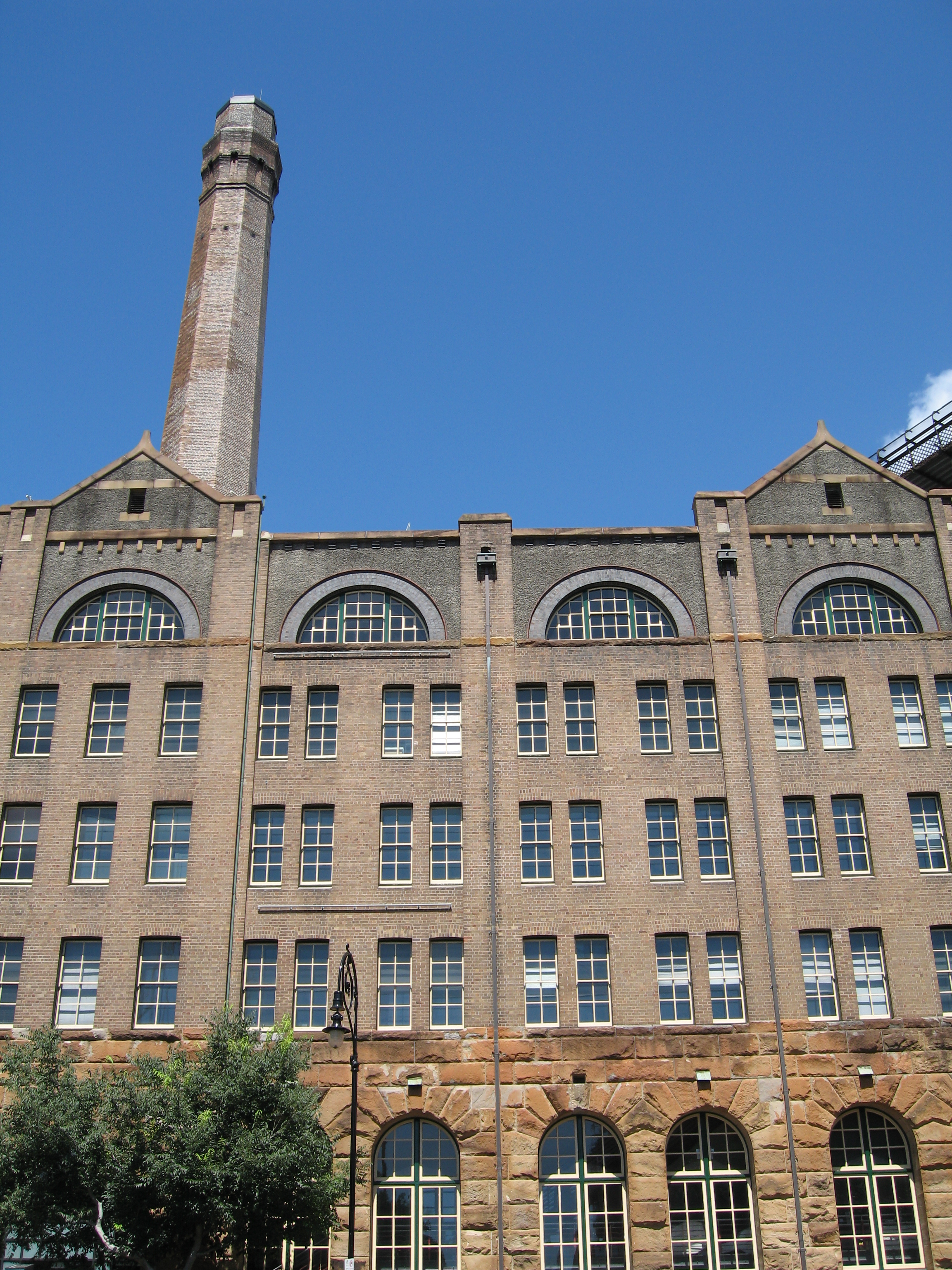
ヒクソン・ストリートから見たアーツ・エクスチェンジの建物
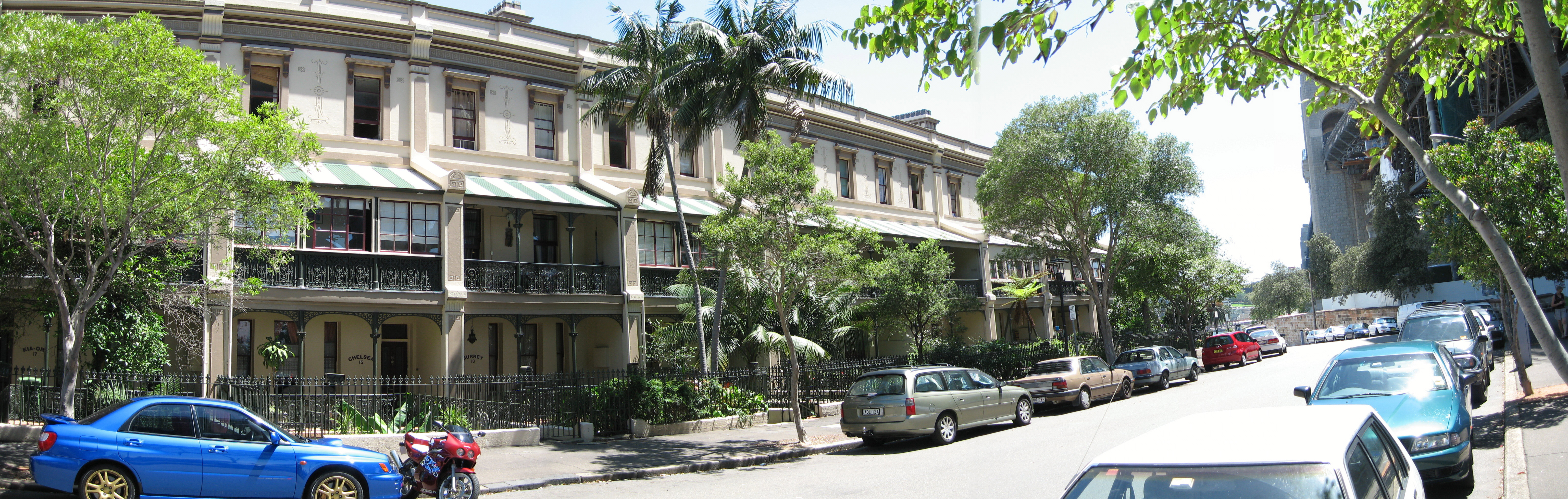
テラス ハウス、ローワー フォート ストリート
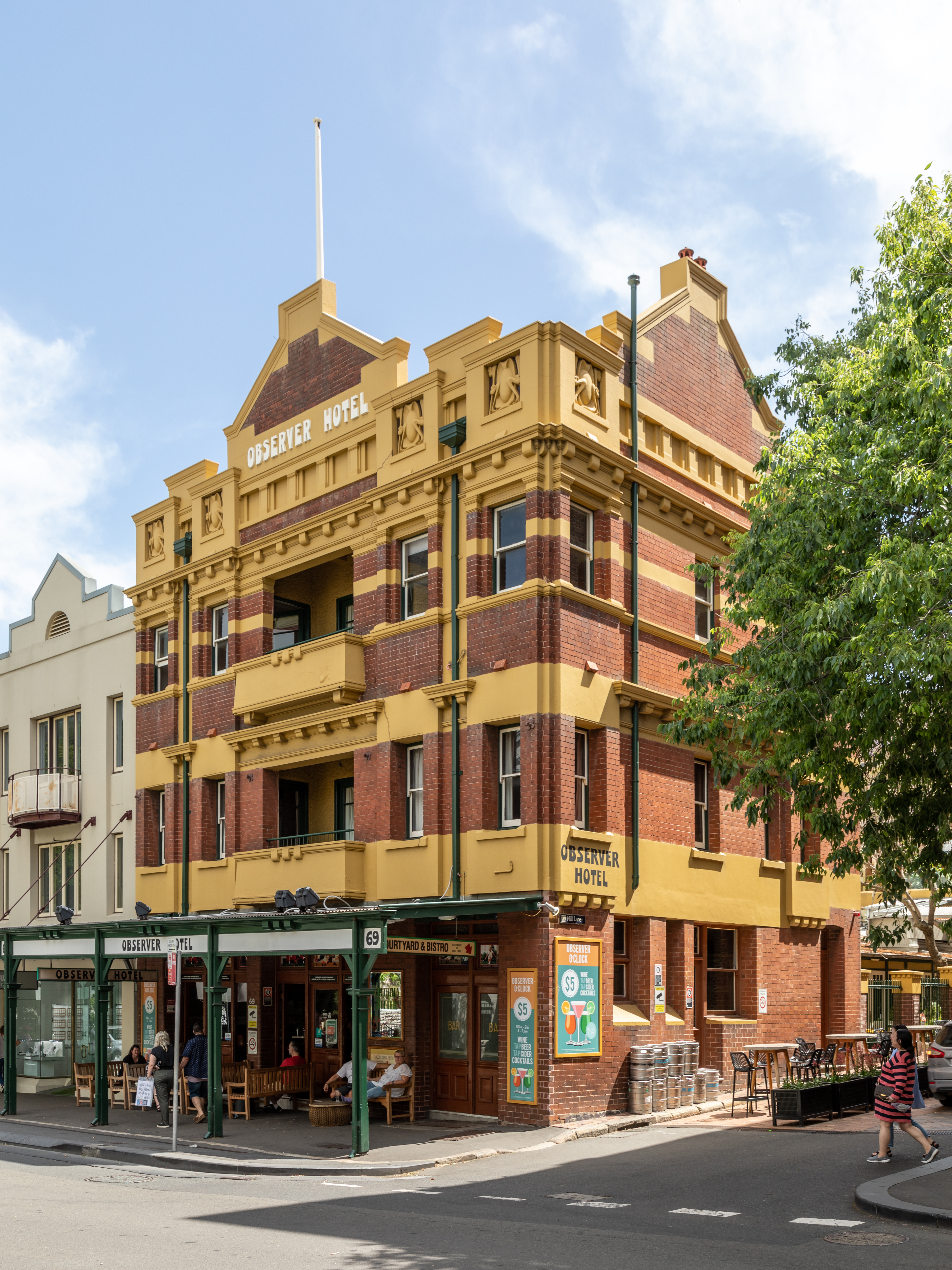
オブザーバー ホテル
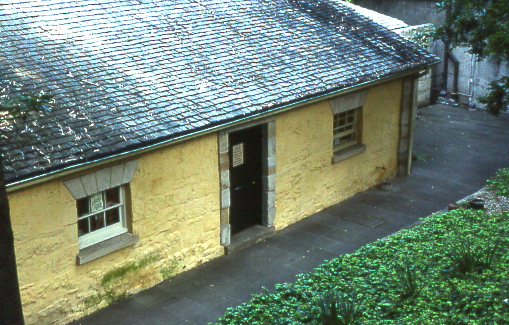
キャドマンズ・コテージの裏側
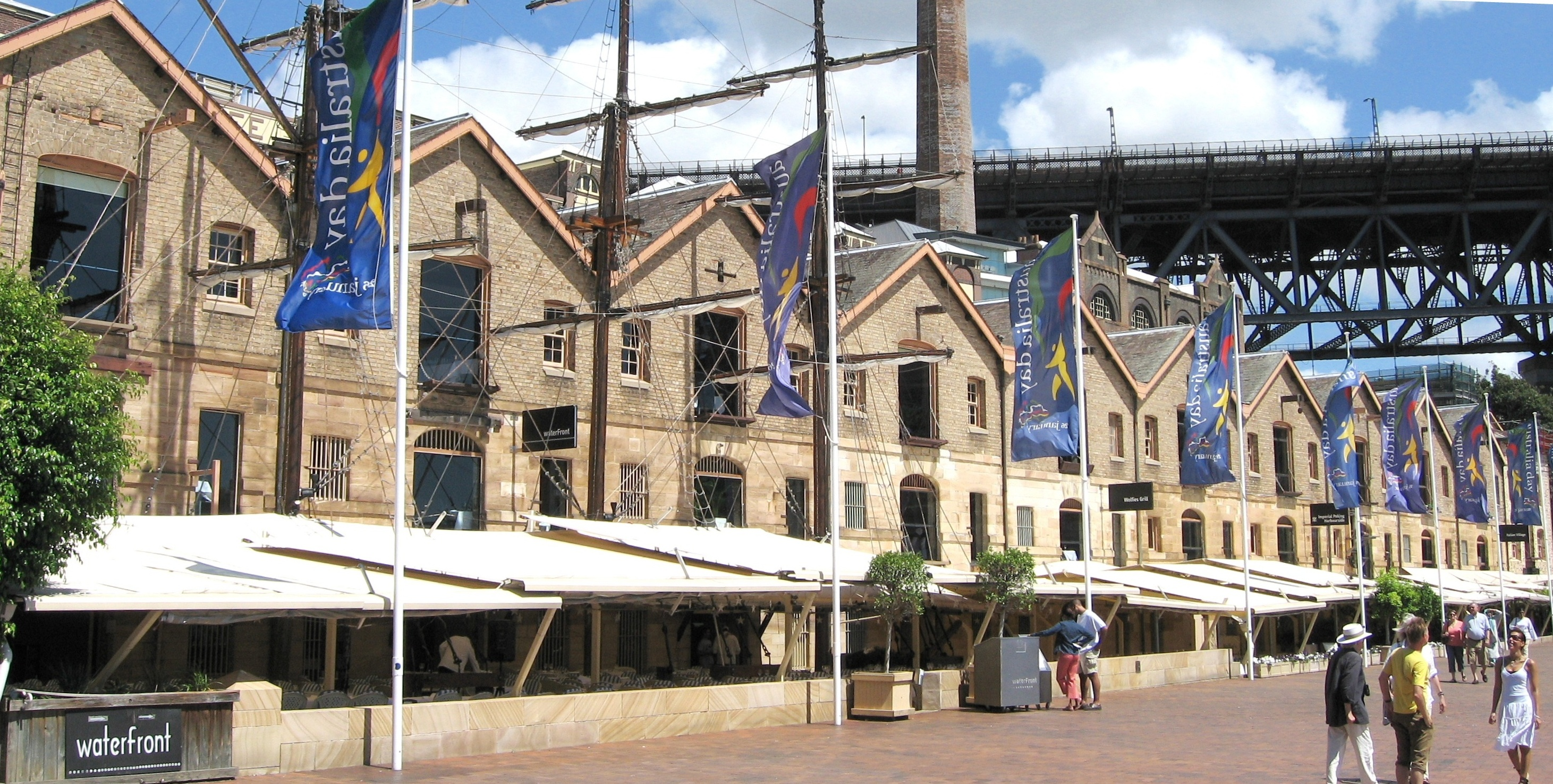
キャンベルズ ストア
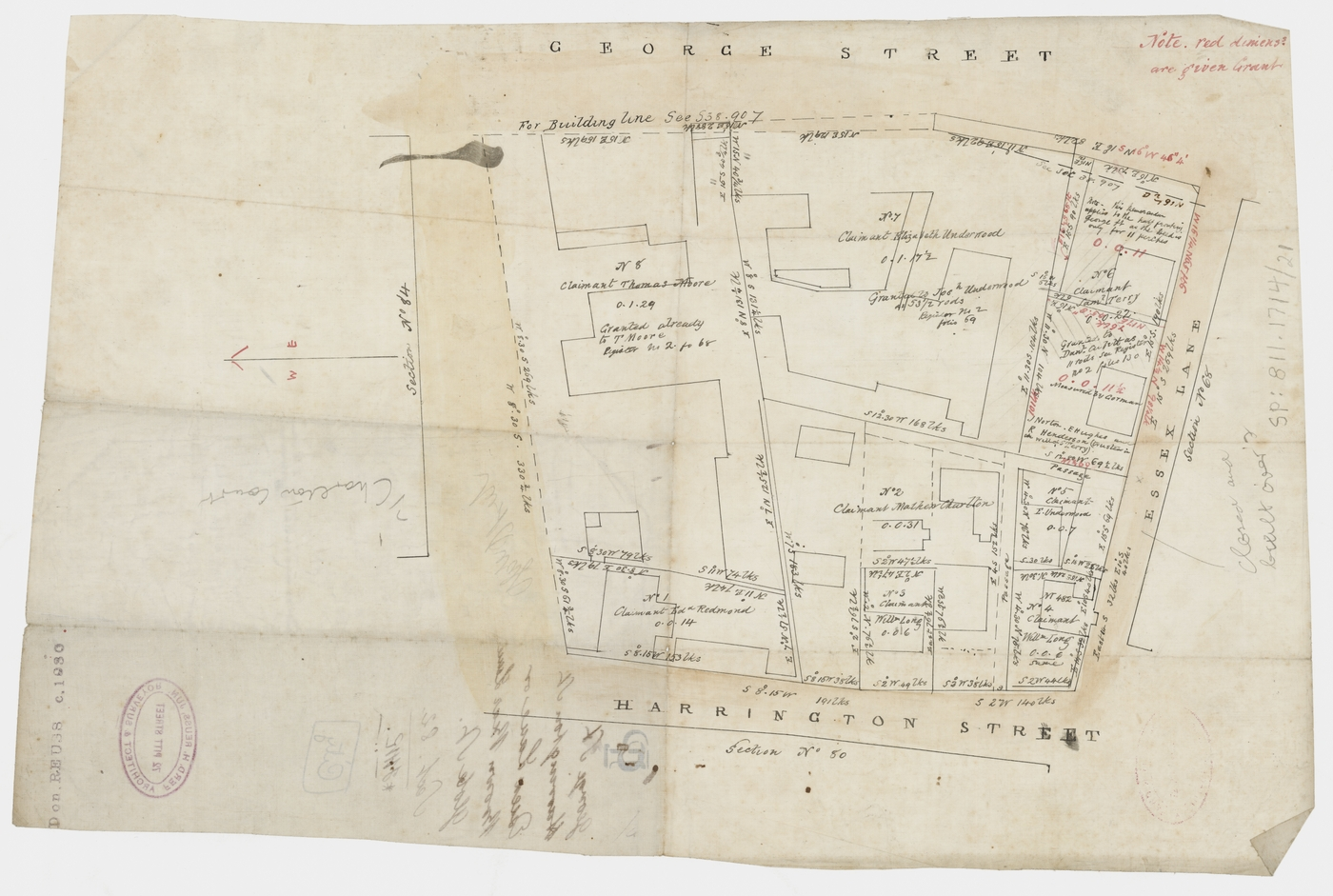
エセックスとハリントンストリートの分譲地計画
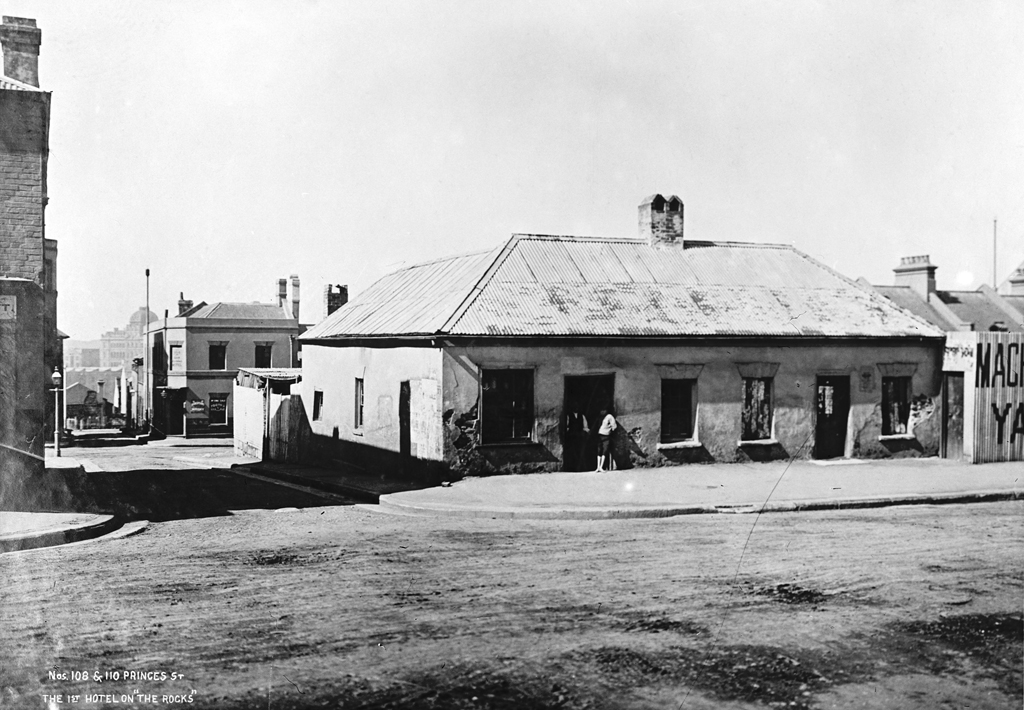
プリンセス ストリート、ザ ロックスに最初のホテルが見える
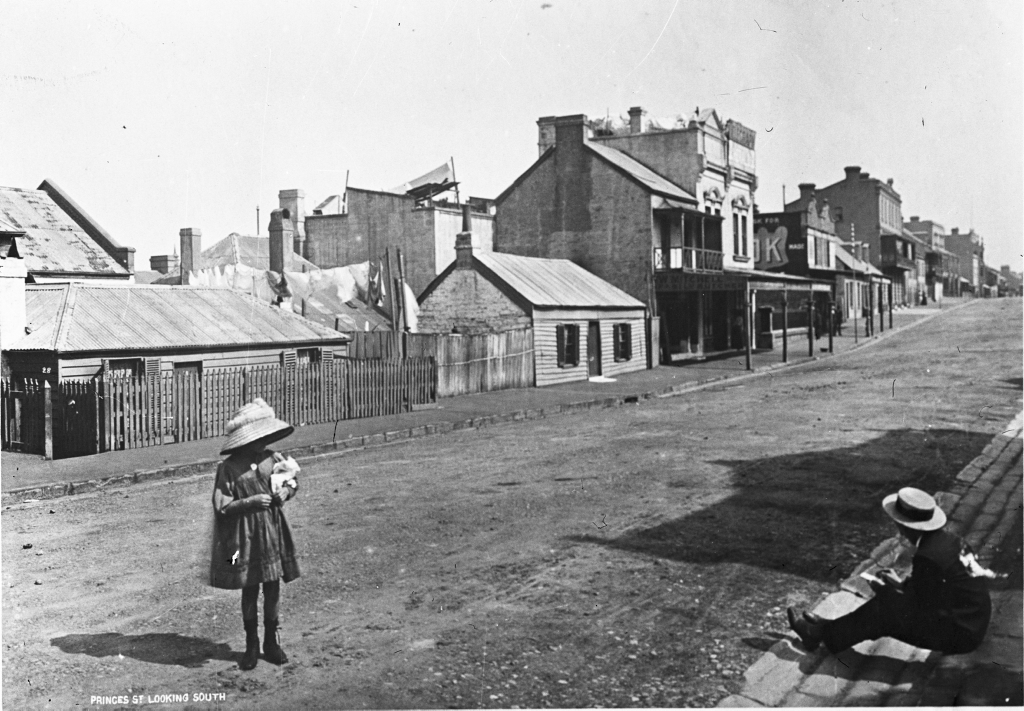
プリンセスストリート、南向き
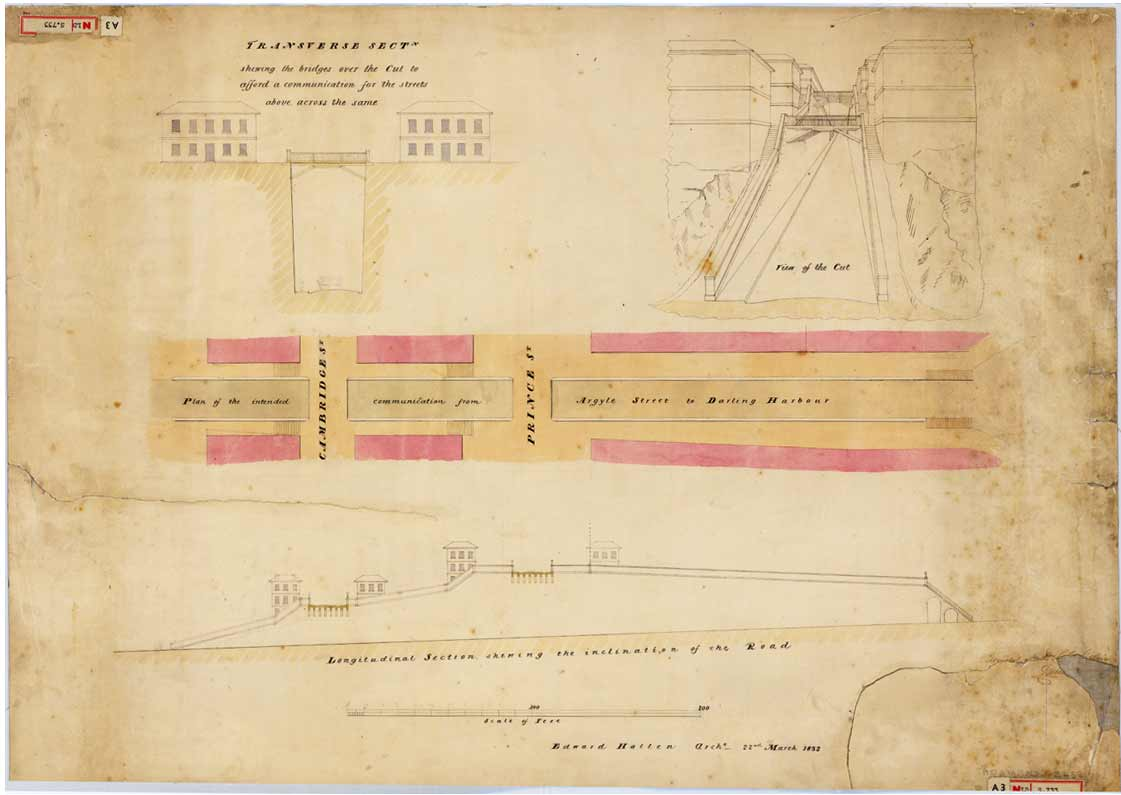
アーガイルカットに架かる橋を示す横断面、1832 年
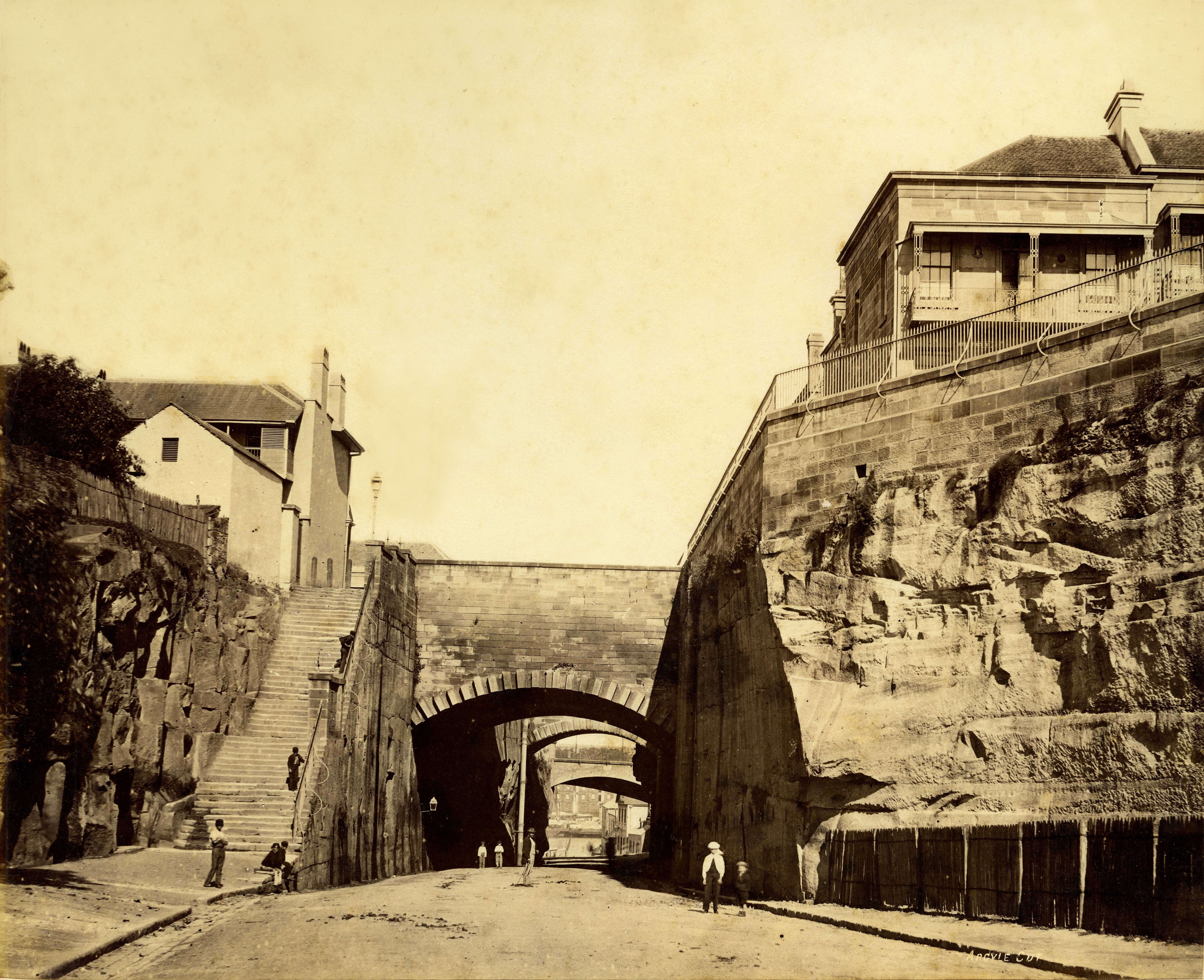
アーガイルカット、1870年代の写真
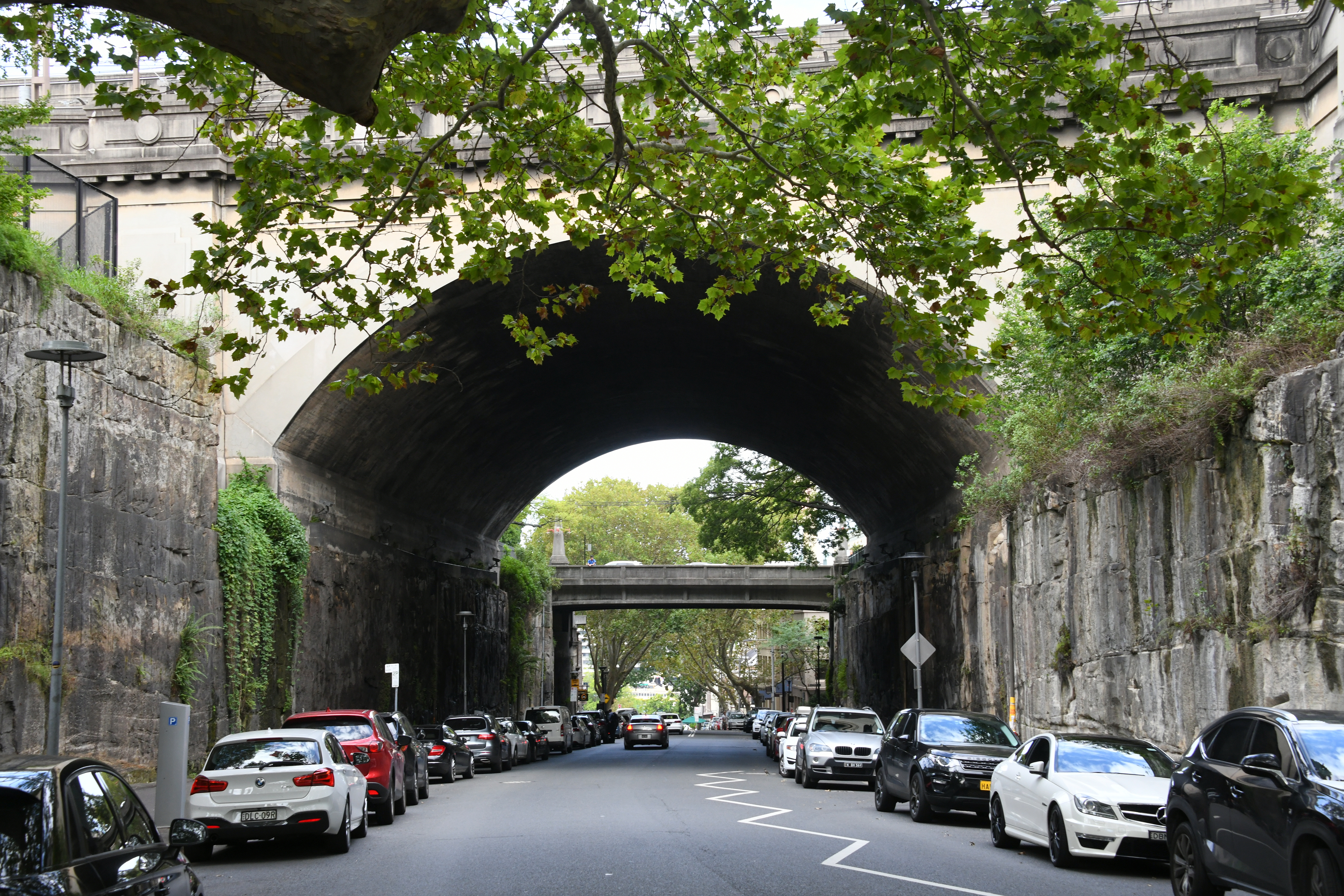
囚人労働によって建設されたアーガイルカット
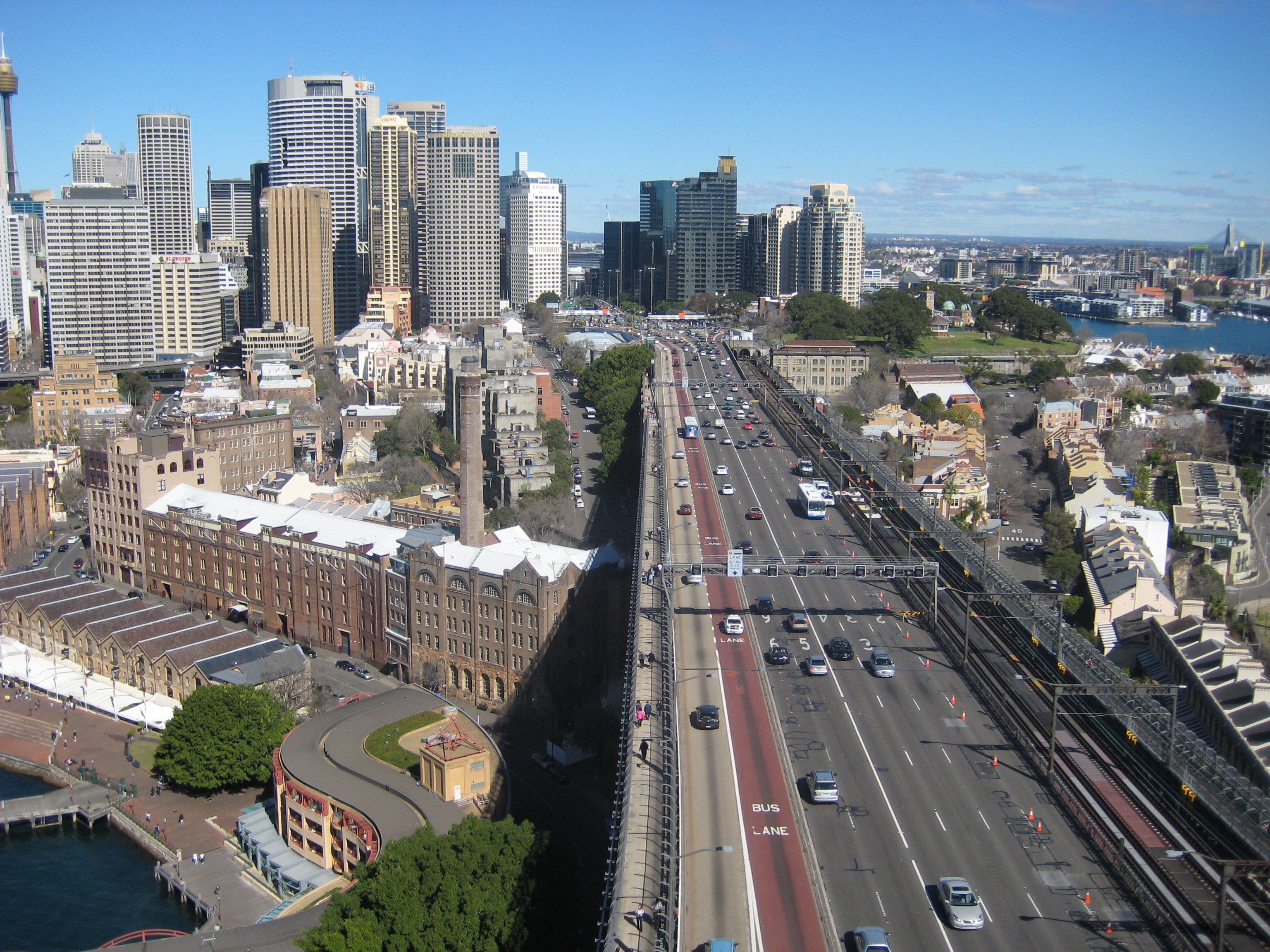
シドニー・ハーバー・ブリッジの南側アプローチとザ・ロックスを左側に見る
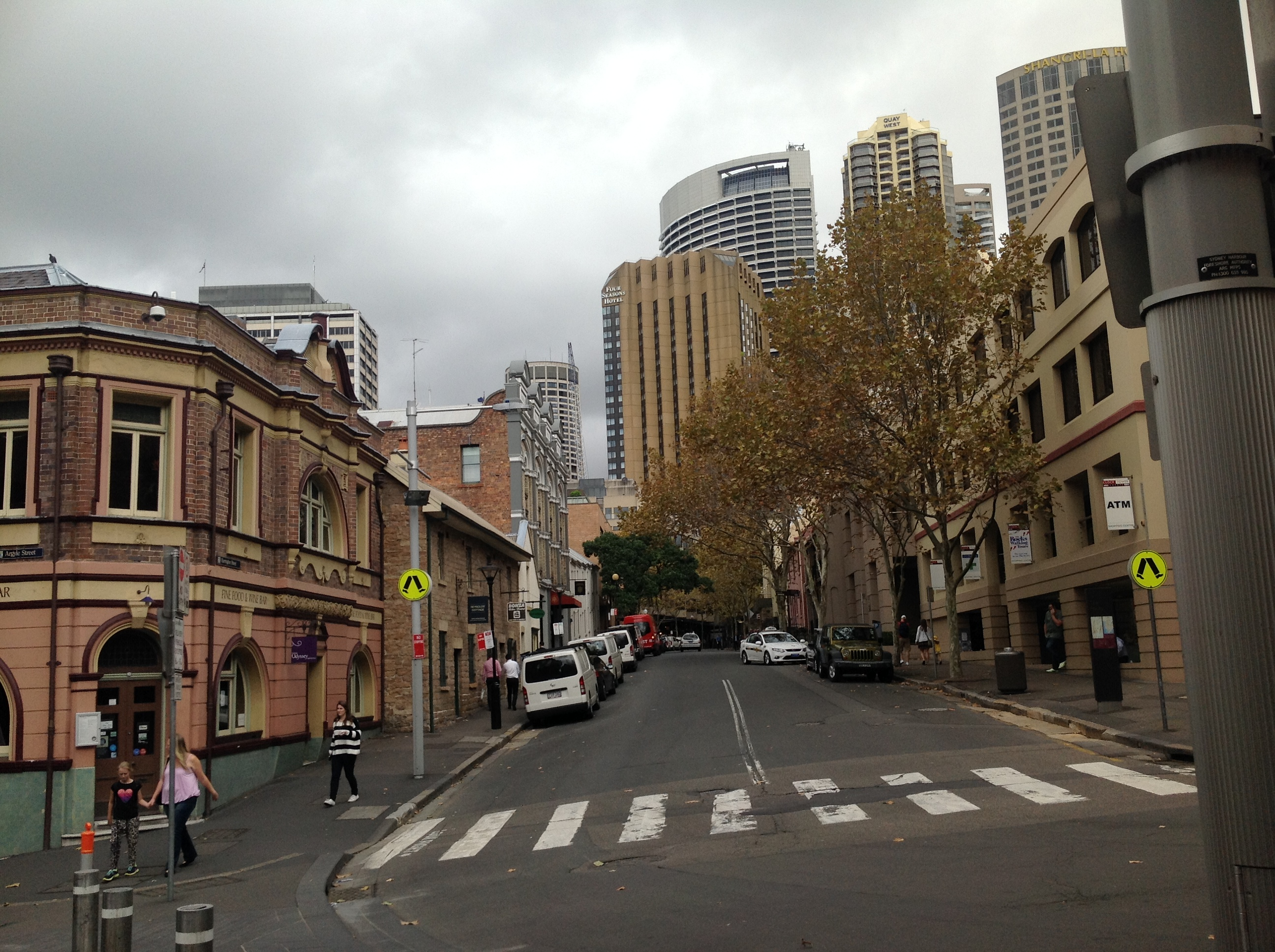
* アーガイルストリート *
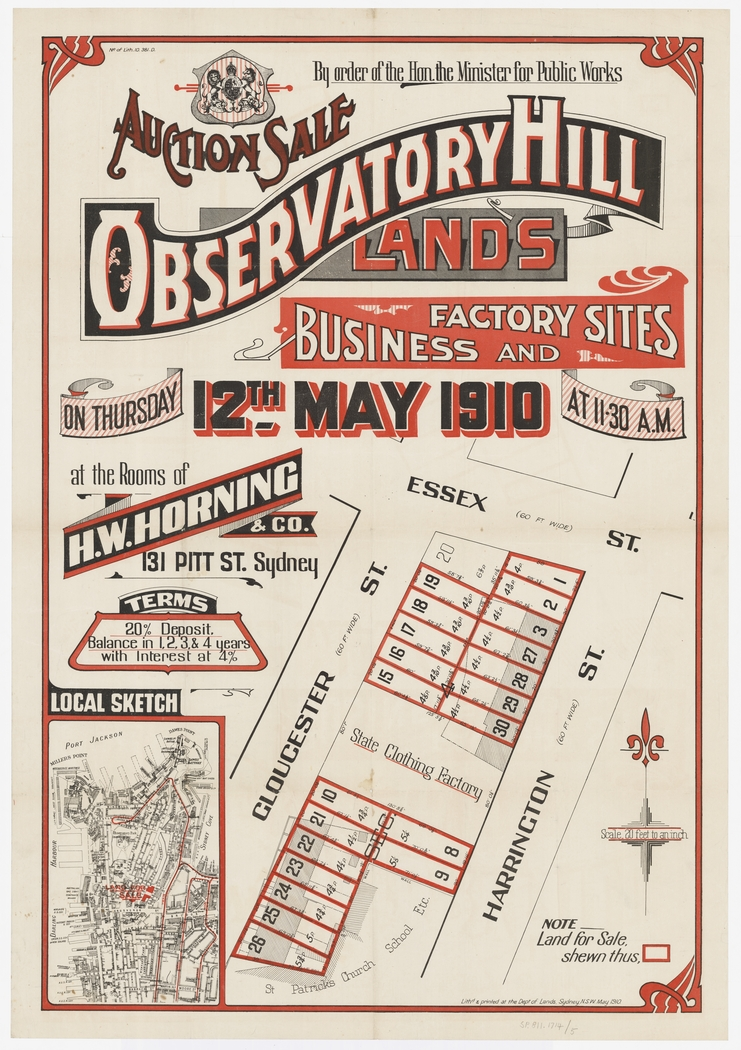
天文台の丘、土地競売、1910 年
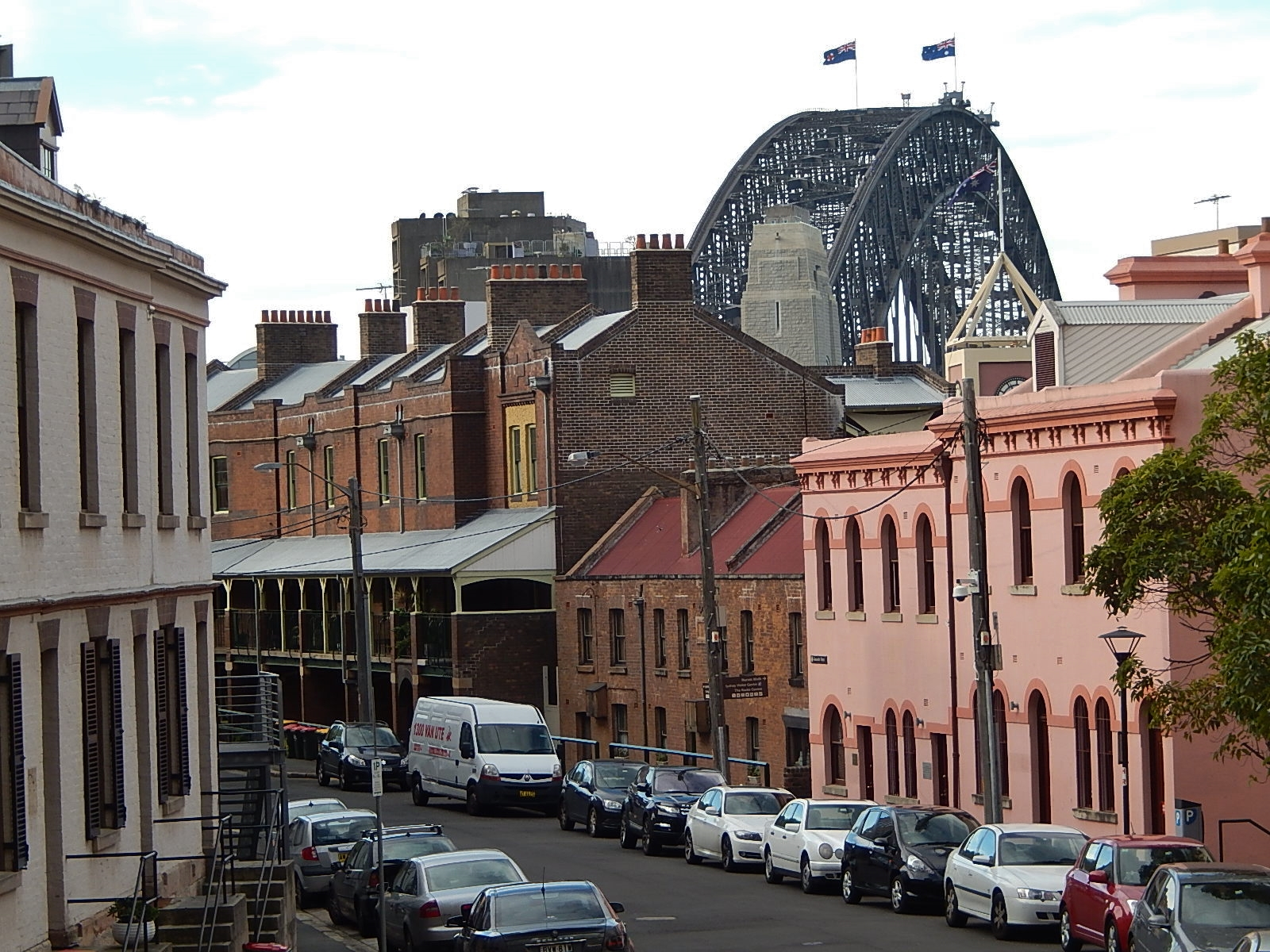
ロックスのテラスハウス
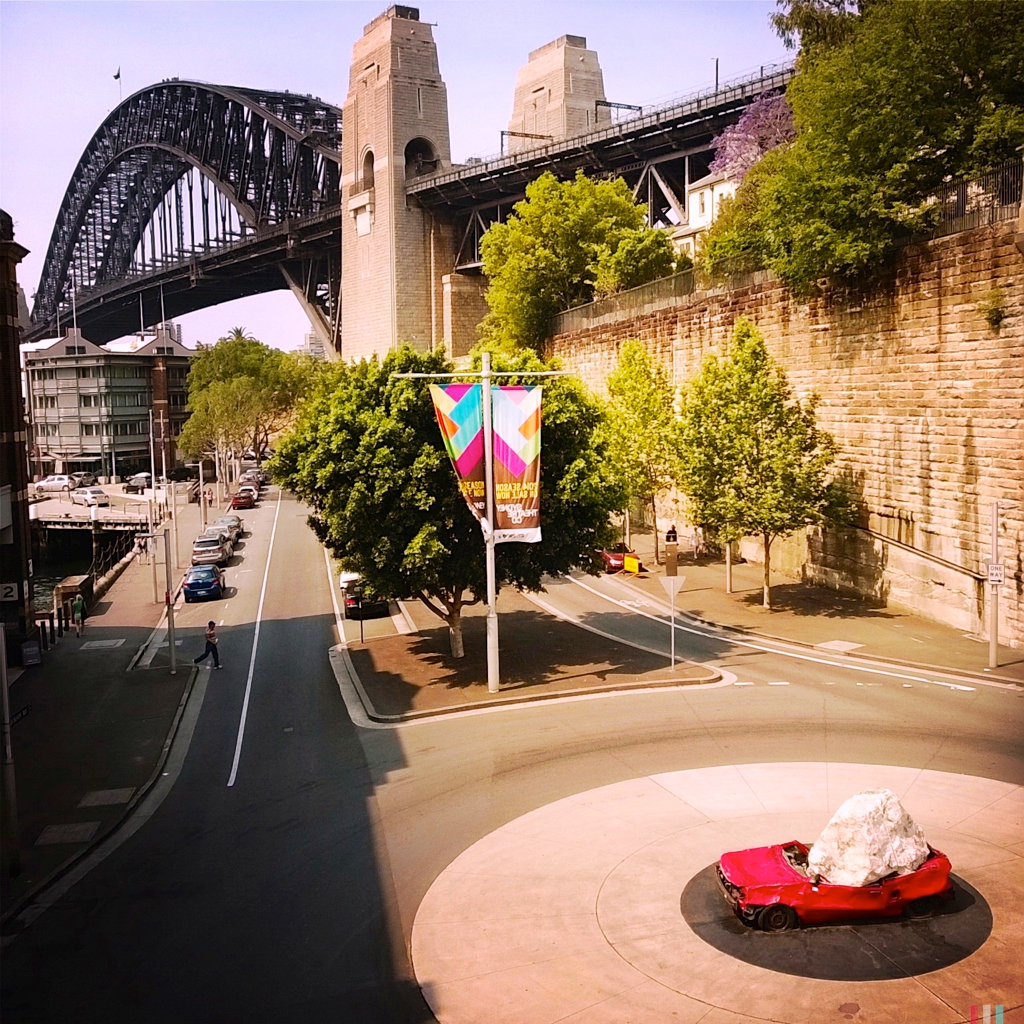
ロックスから見たシドニー・ハーバーブリッジ。この橋は地区のほとんどの地域から見ることが可能
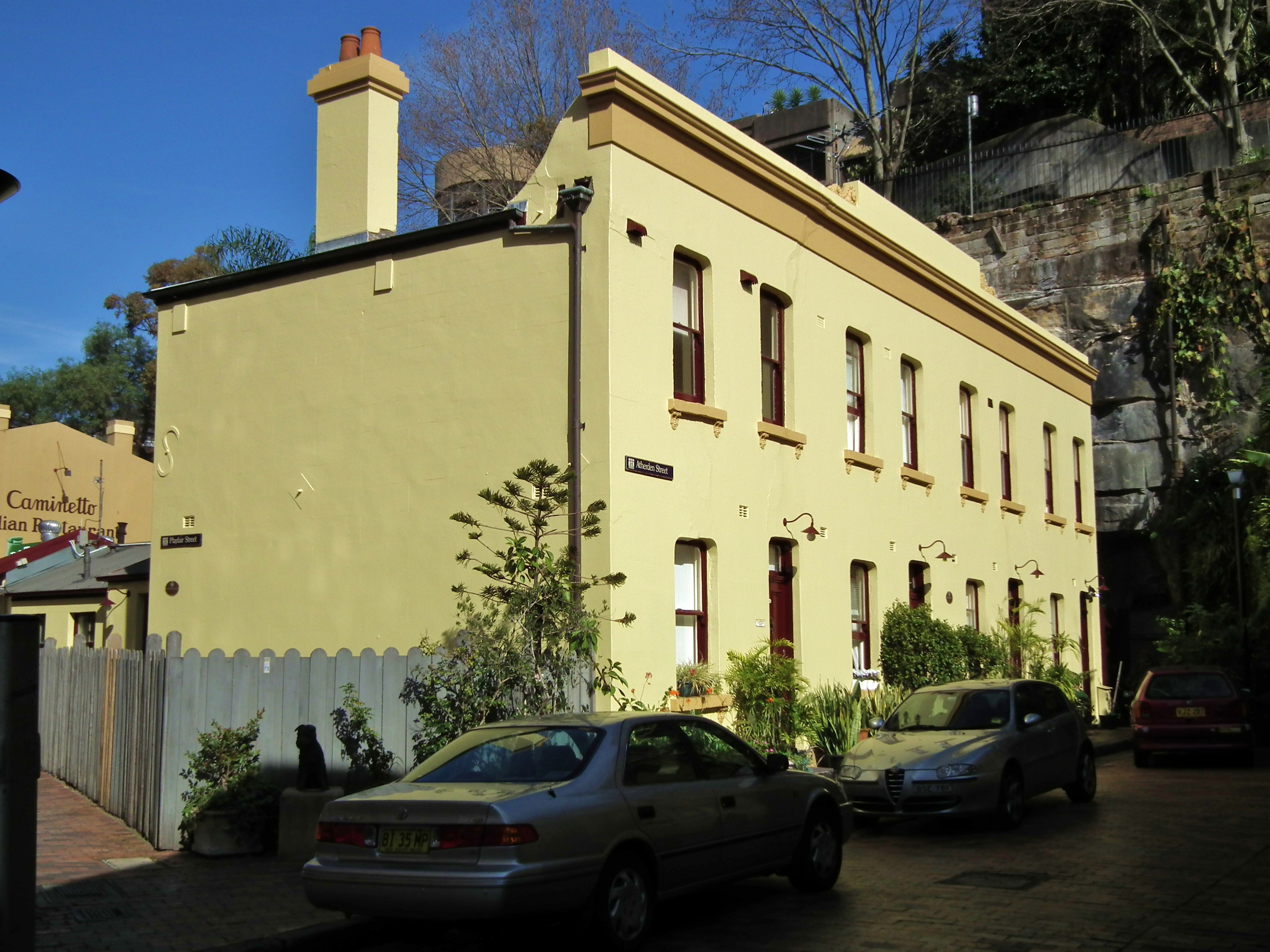
プレイフェアのテラス
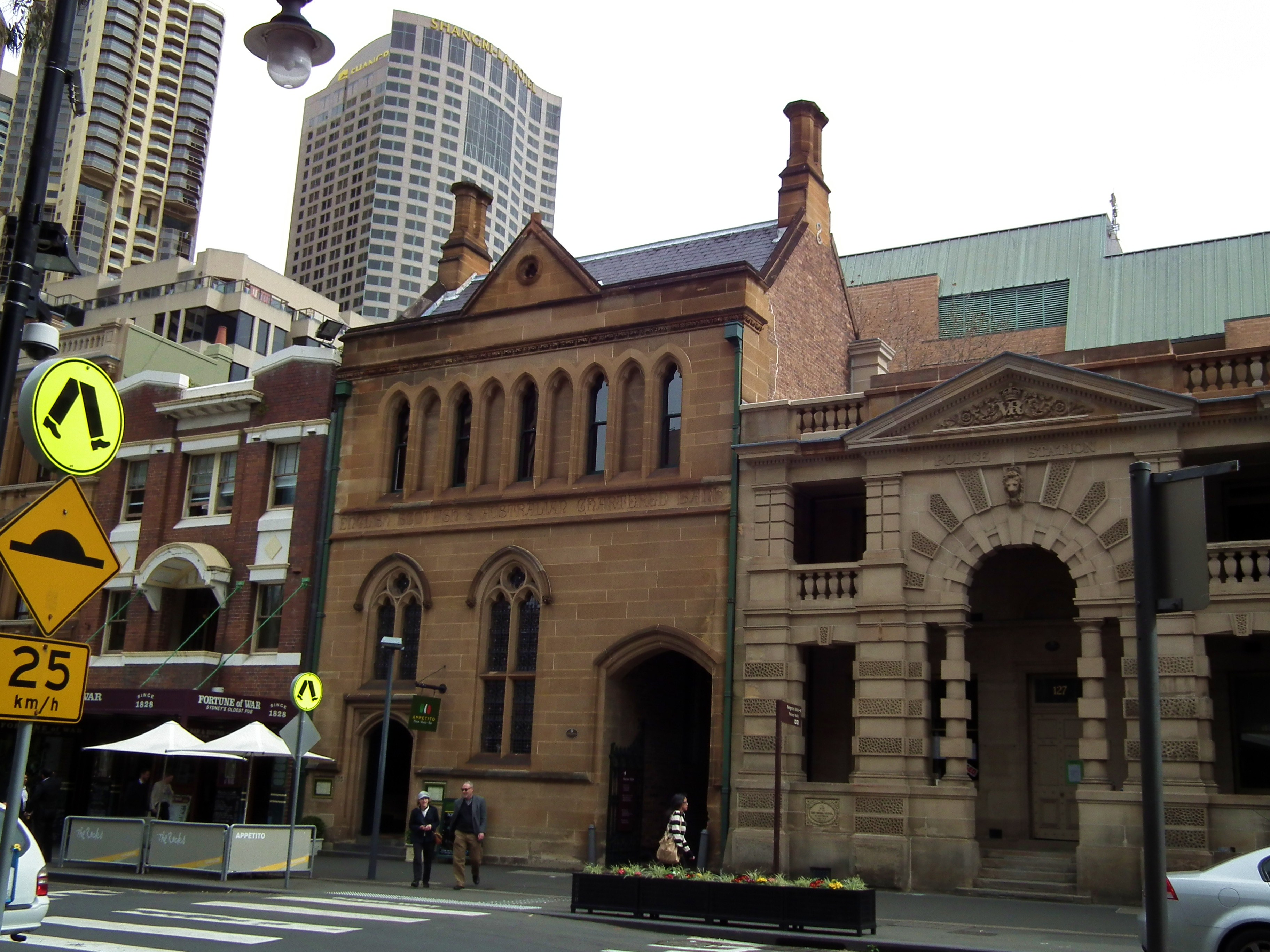
旧ES&A銀行 支店ビル（中央）と旧警察署（右）

### Dictionary of Sydney entries
- Grace Karskens – UNSW (2008年). “The Rocks”. Dictionary of Sydney. 2015年9月29日閲覧。 [CC-By-SA]
- Caroline Butler-Bowden – Sydney Living Museums and Grace Karskens – UNSW (2014年). “Painting Old Sydney”. Dictionary of Sydney.   Dictionary of Sydney Trust. 2015年10月5日閲覧。 [CC-By-SA]
- Melissa Holmes (2012年). “Reynolds' cottages”. Dictionary of Sydney.   Dictionary of Sydney Trust. 2015年10月16日閲覧。 [CC-By-SA]
- Mark Dunn (2008年). “St Patrick's Catholic church Church Hill”. Dictionary of Sydney.   Dictionary of Sydney Trust. 2015年10月16日閲覧。 [CC-By-SA]

座標: 南緯33度51分35秒 東経151度12分32秒 / 南緯33.85985度 東経151.20901度